# Rezonans naziemny
Rezonans naziemny – zjawisko niestateczności dynamicznej śmigłowca opartego poprzez układ podwozia na gruncie (zjawisko nie występuje w locie). Wynika ze sprzężenia wahań poziomych łopat (lagging) wirnika nośnego z drganiami środka piasty wirnika zbudowanego w układzie przegubowym, podpartego na sprężystym podwoziu. Warunek, to zrównanie się (bądź zbliżenie się) częstości oscylacji (poziomych) łopat z częstością drgań własnych kadłuba, podpartego na sprężystym podwoziu. Może powstać w czasie kontaktu śmigłowca z ziemią, przy jednoczesnym ruchu obrotowym wirnika tj. podczas startu, lądowania oraz kołowania.
Rezonans naziemny może spowodować znaczące uszkodzenie elementów śmigłowca (łącznie z całkowitym zniszczeniem całej struktury).
Rezonans naziemny nie występuje w wirnikach bezprzegubowych jak np. w śmigłowcu Westland Lynx.